# Saint-Pierre-de-Semilly
Saint-Pierre-de-Semilly település Franciaországban, Manche megyében. Lakosainak száma 428 fő (2022. január 1.). Saint-Pierre-de-Semilly Saint-Georges-d’Elle, La Barre-de-Semilly, Bérigny, Saint-André-de-l’Épine és Saint-Jean-d'Elle községekkel határos.

## Népesség
A település népessége az elmúlt években az alábbi módon változott:
| Lakosok száma | 254  | 307  | 357  | 401  | 449  | 444  | 444  | 456  | 447  | 428  |
|               | 1968 | 1982 | 1990 | 2006 | 2013 | 2015 | 2017 | 2019 | 2020 | 2022 |